# Anna Litwinowa
Anna Litwinowa ros. Анна Литвинова (ur. 1983 w Nowokuźniecku, zm. 22 stycznia 2013 w Niemczech) – rosyjska modelka.

## Życiorys
Anna Litwinowa urodziła się i spędziła dzieciństwo w Nowokuźniecku. W 2003 roku zdobyła tytuł najpiękniejszej kobiety w Miss Kuzbasu i weszła do pierwszej piątki w konkursie Miss Rosji, zdobywając tytuł Miss Grace. W 2006 roku wygrała kolejny konkurs piękności i reprezentowała Rosję na Miss Universe. Po wygraniu regionalnego konkursu piękności pojechała do Moskwy i rozpoczęła karierę modelki. Zmarła w niemieckiej klinice onkologicznej na raka skóry.